# Ocyptamus obliquus
Ocyptamus obliquus är en tvåvingeart som först beskrevs av Charles Howard Curran 1941. Ocyptamus obliquus ingår i släktet Ocyptamus och familjen blomflugor.
Artens utbredningsområde är Panama. Inga underarter finns listade i Catalogue of Life.